# Polysaccammina
Polysaccammina es un género de foraminífero bentónico de la subfamilia Polysaccammininae, de la familia Polysaccamminidae, de la superfamilia Psammosphaeroidea, del Suborden Saccamminina y del orden Astrorhizida. Su especie tipo es Polysaccammina ipohalina. Su rango cronoestratigráfico abarca el Holoceno.

## Discusión
Clasificaciones previas incluían Polysaccammina en la familia Polysaccamminidae, de la superfamilia Astrorhizoidea, de la así como en el suborden Textulariina del orden Textulariida

## Clasificación
Polysaccammina incluye a las siguientes especies:
- Polysaccammina hyperhalina
- Polysaccammina ipohalina